# ديك بوتون
ريتشارد توتن بوتون (بالإنجليزية: Richard Totten Button) (18 يوليو 1929 – 30 يناير 2025) كان متزلجًا فنيًا ومحللًا أمريكيًا للتزلج. كان بطلاً أولمبيًا مرتين (1948، 1952) وبطلًا عالميًا خمس مرات متتالية (1948–1952). وكان أيضًا الرجل الوحيد غير الأوروبي الذي أصبح بطل أوروبا. يُنسب إلى باتون أنه كان أول متزلج ينجح في تحقيق قفزة المحور ‏ المزدوج في المنافسة عام 1948، بالإضافة إلى أول قفزة ثلاثية من أي نوع – حلقة ثلاثية – في عام 1952. كما اخترع أيضًا دوران الجمل ‏ الطائر، والذي كان يُعرف في الأصل باسم "جمل الزر". "أضفى المزيد من الروح الرياضية" على رياضة التزلج الفني في السنوات التي تلت الحرب العالمية الثانية. وفقًا لمؤرخ التزلج الفني جيمس ر. هاينز، كان باتون يمثل "المدرسة الأمريكية" للتزلج الفني، والتي كانت تتميز بأسلوب رياضي أكثر من المتزلجين من أوروبا.

## النشأة
وُلِد باتون في 18 يوليو 1929، ونشأ في إنجلوود، نيو جيرسي. تخرج في عام 1947 من مدرسة إنجلوود للبنين (مدرسة دوايت إنجلوود ‏ حاليًا). بدأ التزلج في سن مبكرة لكنه لم يبدأ التدريب بشكل جدي حتى سن 12 عامًا، بعد أن سمع والده أنه قيل له أنه لن يكون متزلجًا جيدًا أبدًا. أرسل والد باتون ابنه إلى بحيرة بلاسيد، نيويورك، للتدريب مع المدرب جوس لوسي، الذي دربته طوال مسيرته التنافسية.

## المسيرة

### الهواة

#### المسابقات المبكرة
في أول مسابقة له، بطولة الولايات الشرقية للمبتدئين عام 1943، احتل باتون المركز الثاني خلف جان بيير برونيت. في عام 1944، فاز بلقب الناشئين في الولايات الشرقية، مما أتاح له الفرصة للتنافس في بطولة المبتدئين الوطنية. لقد فاز بالحدث. في عام 1945، في عامه الثالث من التزلج الجاد، فاز بلقب الولايات الشرقية للكبار واللقب الوطني للناشئين. كان يتزلج أيضًا في أزواج، وتنافس مع باربرا جونز في أزواج الناشئين في بطولة الولايات الشرقية عام 1946. لقد قاموا بأداء برنامج بوتون الفردي جنبًا إلى جنب مع تعديلات طفيفة وفازوا. أدت هذه المنافسة، التي تنافس فيها باتون أيضًا كمتزلج منفرد، إلى بطولة الولايات المتحدة لعام 1946. في سن السادسة عشر، فاز باتون ببطولة الولايات المتحدة الأمريكية عام 1946 بتصويت بالإجماع. وفقًا لباتون، كانت هذه هي المرة الأولى التي يفوز فيها أي شخص بألقاب المبتدئين والناشئين والكبار للرجال في ثلاث سنوات متتالية. واصل باتون الفوز بستة بطولات وطنية أخرى (1947–1951)، معادلاً الرقم القياسي الذي سجله روجر تيرنر، الذي فاز بسبع بطولات وطنية أمريكية بين عامي 1928 و1934. أدى هذا الفوز إلى حصول باتون على مكان في بطولة العالم لعام 1947.

#### بطولة العالم 1947
في بطولة العالم لعام 1947، جاء باتون في المركز الثاني خلف منافسه هانز جيرشويلر ‏ بعد الجزء الإلزامي من المنافسة، بفارق 34.9 نقطة. فاز بجزء التزلج الحر، لكن جيرشويلر حصل على أغلبية المراكز الأولى من قبل الحكام، ثلاثة مقابل اثنين لباتون. فاز باتون بالميدالية الفضية في أول بطولة عالمية له. كانت هذه هي المرة الأخيرة التي حصل فيها على مركز أقل من الأول في المنافسة. في المسابقة، أصبح باتون صديقًا لأولريش سالكو ‏. سالكو، الذي شعر بخيبة الأمل عندما لم يفز باتون، قدم له أول كأس دولية فاز بها سالكو في عام 1901. ثم مرر باتون هذه الكأس لاحقًا إلى جون ميشا بيتكيفيتش ‏ بعد دورة الألعاب الأولمبية وبطولة العالم عام 1972. مع الإقرار بأن جيرشويلر لديه فهم أفضل للجليد الخارجي، قرر باتون قضاء بعض الوقت في التدريب في الهواء الطلق على ملاعب التنس التابعة لنادي ليك بلاسيد.

#### بطولة أوروبا 1948
واجه باتون جيرشويلر مرة أخرى في بطولة أوروبا عام 1948. تصدر باتون الترتيب من حيث النقاط، حيث حصل على 749 نقطة مقابل 747.8 نقطة لجيرشويلر، لكن جيرشويلر تصدر الترتيب، حيث حصل على 14 نقطة مقابل 15 لباتون. خلال التزلج الحر، قام باتون بأداء برنامجه الأولمبي لأول مرة. فاز، بـ 11 مركزًا مقابل 18 لجيرشويلر. في أعقاب هذا العام، عندما فاز لاعبو أميركا الشمالية بألقاب الرجال والسيدات، لم يعد يُسمح لغير الأوروبيين بالدخول إلى بطولة أوروبا. باتون هو الأمريكي الوحيد الذي فاز ببطولة أوروبا.

#### أولمبياد 1948
في دورة الألعاب الأولمبية الشتوية عام 1948، تقدم باتون على جيرشويلر بفارق 29.6 نقطة بعد الجزء المتعلق بالأرقام من المنافسة، بعد أن فاز بأربعة من أصل خمسة أرقام. كان باتون يحاول تنفيذ قفزة المحور ‏ المزدوج أثناء التدريب لكنه لم ينجح في تحقيقها مطلقًا. في التدريب في اليوم السابق لحدث التزلج الحر، نجح باتون في تحقيق ضربة واحدة في التدريب للمرة الأولى. قرر أن يضعها في برنامجه للتزلج الحر في اليوم التالي. هبط باتون بها في المنافسة، ليصبح أول متزلج في العالم يفعل ذلك. وحصل باتون على ثمانية مراكز أولى واثنين من المراكز الثانية، بإجمالي 10 مراكز. كان لدى جيرشويلر 23. وقد أدى ذلك، إلى جانب نتائج الأرقام، إلى حصول باتون على الميدالية الذهبية. في سن الثامنة عشر أصبح، ولا يزال، أصغر رجل يفوز بالميدالية الذهبية الأولمبية في التزلج الفني.

#### بطولة العالم 1948
فاز باتون ببطولة العالم عام 1948، حيث واجه جيرشويلر للمرة الأخيرة. فاز بوتون بالحدث. في ذلك الوقت، أقيمت بطولة الولايات المتحدة بعد بطولة العالم، وأنهى باتون موسمه بالدفاع عن لقبه الوطني. في فبراير 1948، كان باتون ومدربه ووالدته في براغ لتقديم عرض. لقد تقطعت بهم السبل هناك بعد الانتفاضة الشيوعية واضطر الجيش الأمريكي إلى إخراجهم. في عام 1949، فاز باتون بجائزة سوليفان ‏ باعتباره الرياضي الهواة المتميز في الولايات المتحدة. وهو واحد من اثنين فقط من المتزلجين على الجليد الذين فازوا بهذه الجائزة. إيفان ليساتشيك ‏ هو الآخر.

#### سنوات الجامعة
كان بوتون ينوي الالتحاق بجامعة ييل بداية من خريف عام 1947، لكنه أرجأ ذلك لمدة عام بسبب الألعاب الأولمبية. على الرغم من أنه كان قد تم التأكيد له في البداية أن التزلج لن يكون مشكلة طالما أن درجاته جيدة، إلا أنه أُبلغ لاحقًا أنه لا يستطيع الاستمرار في المنافسة إذا أراد الالتحاق بجامعة ييل. بناءً على نصيحة من أشخاص من نادي التزلج في بوسطن ‏، تقدم باتون بطلب إلى كلية هارفارد وتم قبوله فيها. كان باتون طالبًا متفرغًا في جامعة هارفارد أثناء التزلج التنافسي وتخرج في عام 1952 وكان عضوًا في نادي دلفيك ‏، أحد "الأندية النهائية" المختارة في الجامعة.[بحاجة لمصدر] واصل الفوز بكل المسابقات الدولية التي شارك فيها على مدار السنوات الأربع التالية.
وباعتباره البطل الحالي والمدافع عن اللقب، فضلاً عن كونه أول متزلج يقوم بأداء قفزة المحور المزدوج والجمل الطائر، كان باتون تحت ضغط لأداء قفزة أو دوران جديد كل موسم. في عام 1949، أجرى مزيجًا من 2لو-2لو. كان الفائز بجائزة جيمس إي سوليفان ‏ كأفضل رياضي هواة في الولايات المتحدة لعام 1949، ليصبح أول متزلج على الجليد يفوز بالجائزة. في عام 1950، قام بأداء 2لو-2لو-2لو. في عام 1951، أجرى مزيجًا من 2A–2Lo وتسلسل 2أ–2أ. بالنسبة لدورة الألعاب الأولمبية الشتوية لعام 1952، بدأ باتون ولوسي العمل على القفز الثلاثي. لقد استقروا على تدريب الحلقة الثلاثية. حقق باتون ذلك لأول مرة في التدريب في ديسمبر 1951 في نادي التزلج في بوسطن، ولأول مرة في معرض في فيينا بعد بطولة أوروبا.

#### أولمبياد 1952
في دورة الألعاب الأولمبية الشتوية لعام 1952، كان باتون متقدمًا بعد الأرقام، بتسعة مراكز أولى، متفوقًا على هيلموت سيبت. بلغ مجموع نقاط باتون 1000.2 نقطة مقابل 957.7 نقطة لسيبت.[بحاجة لمصدر] أثناء برنامج التزلج الحر الخاص به، نجح باتون في الهبوط بحلقة ثلاثية، ليصبح أول شخص يكمل قفزة ثلاثية في المنافسة وأصبح ثالث متزلج على الجليد من الذكور يفوز بميداليتين ذهبيتين أولمبيتين بعد جيليس جرافستروم وكارل شيفر. وكان آخر رجل يدافع عن لقبه الأولمبي في التزلج الفني على الجليد حتى فاز يوزورو هانيو بذهبيته الأولمبية الثانية في عام 2018. كرر فوزه بالميدالية الذهبية، ثم واصل الدفاع عن ألقابه في بطولة العالم للتزلج الفني على الجليد عام 1952 وبطولة الولايات المتحدة.

### الاحتراف
قرر باتون الالتحاق بكلية الحقوق بجامعة هارفارد في خريف عام 1952. بسبب الالتزامات الزمنية، تقاعد باتون من التزلج للهواة في ذلك العام للتركيز على كلية الحقوق. حصل على درجة البكالوريوس في القانون (LL.B.) في عام 1956 وتم قبوله في نقابة المحامين ‏ في مقاطعة كولومبيا.
بعد اعتزاله المنافسة، كانت لدى باتون مسيرة قصيرة في الأداء في عروض الجليد ‏. لقد وقع على عقد للتزلج مع عروض الجليد أثناء إجازته في كلية الحقوق. قام بجولة مع عطلة على الجليد. شارك في إنتاج عرض «ديك باتونز آيس ترافغانزا» لمعرض نيويورك العالمي عام 1964 ‏، بطولة بطل العالم لعام 1963 دونالد ماكفيرسون، لكن العرض الجليدي خسر المال وأغلق بعد بضعة أشهر.[بحاجة لمصدر]
بصفته مؤسس إنتاجات صريحة (بالإنجليزية: Candid Productions)، ابتكر مجموعة متنوعة من الأحداث الرياضية المصممة خصيصًا للتلفزيون، بما في ذلك بطولة العالم للتزلج الفني على الجليد ‏، وتحدي الأبطال ‏، والعروض الخاصة لدوروثي هاميل على إتش بي أو. كممثل، شارك باتون في أفلام مثل ذا ينغ دوكتورز وفريق باد نيوز بيرز يذهب إلى اليابان ‏ بطولة توني كورتيس. ظهر في أدوار تلفزيونية، بما في ذلك هانز برينكر والسيد برودواي، بالإضافة إلى ظهوره في حلقة عام 1995 من Animaniacs، حيث عبر عن نفسه في الجزء المكون من ثلاثة أجزاء "كل الكلمات في اللغة الإنجليزية".[بحاجة لمصدر]
قال مؤرخ التزلج الفني جيمس ر. هاينز إن باتون كان له التأثير الأكبر على الرياضة في أدوار أخرى غير التزلج. كما يقول هاينز، "ربما لا يوجد اسم أكثر شهرة في التزلج الفني، نتيجة لظهوره لأكثر من 40 عامًا كمعلق.... ومن خلال هذا المنتدى، أتيحت له الفرصة لدعم هذه الرياضة أكثر من أي شخص آخر". ويقول هاينز أيضًا أن مسيرة باتون في التعليق أعطته منظورًا تاريخيًا يمتد لأربعين عامًا. قدم باتون تعليقًا على بث قناة سي بي إس لدورة الألعاب الأولمبية الشتوية عام 1960، مما أدى إلى بدء مسيرة مهنية استمرت عقودًا من الزمن في مجال الصحافة ‏ التلفزيونية. قام بالتعليق على بث قناة سي بي إس لبطولة الولايات المتحدة للتزلج الفني على الجليد لعام 1961. ابتداءً من عام 1962، عمل كمحلل للتزلج الفني على الجليد لدى أيه بي سي، التي حصلت على حقوق بطولة الولايات المتحدة للتزلج الفني على الجليد بالإضافة إلى بطولة العالم للتزلج الفني على الجليد لعام 1962. أثناء تغطية قناة إيه بي سي لفعاليات التزلج الفني في الستينيات والسبعينيات والثمانينيات، أصبح باتون المحلل الأكثر شهرة في هذه الرياضة، وكان معروفًا بتقييمه الصريح واللاذع لأداء المتزلجين. فاز بجائزة إيمي في عام 1981 لأفضل شخصية رياضية – محلل. على الرغم من أن شبكات التلفزيون الأمريكية الأخرى كانت تبث الألعاب الأولمبية الشتوية منذ تسعينيات القرن العشرين فصاعدًا، إلا أن باتون ظل يظهر في برامج إيه بي سي لبطولة الولايات المتحدة والعالم للتزلج الفني على الجليد حتى توقفت إيه بي سي عن بثها في عام 2008.
وفقًا للكاتبة ومؤرخة التزلج على الجليد إلين كيستنباوم، بالنسبة للمشاهدين الذين لم يشاهدوا هذه الرياضة مباشرة قبل مشاهدتها على التلفزيون، فإن بوتون ”قامت في الواقع بتعليم جيل كامل كيفية مشاهدة التزلج“.
خلال دورة الألعاب الأولمبية الشتوية 2006، ظهر باتون على قناة إن بي سي على سبيل الإعارة من إيه بي سي ليقدم مرة أخرى التعليق على الألعاب الأولمبية. خلال دورة الألعاب الأولمبية الشتوية لعام 2006، قامت قناة يو إس إيه نيتورك ببث برنامج يسمى أولمبيك آيس. كانت هناك فقرة متكررة، بعنوان "اضغط على زر ديك"، تدعو المشاهدين إلى إرسال الأسئلة التي يجيب عليها ديك على الهواء. لقد ثبت أن هذا الجزء يحظى بشعبية كبيرة، لذا قامت شبكتي إيه بي سي وإي إس بي إن ببثه في العديد من البرامج، وأبرزها سكيت أمريكا 2006 ‏، وبطولة الولايات المتحدة للتزلج الفني على الجليد 2007، وبطولة العالم للتزلج الفني على الجليد 2007. في أواخر عام 2010، كان الحكم الرئيسي في برنامج التزلج مع النجوم ‏، الذي أنتجته بي بي سي العالمية، منتجو برنامج الرقص مع النجوم. في عام 2009، عمل باتون كقاضي في برنامج الواقع معركة الشفرات ‏ على قناة سي بي سي. ظهر مرة أخرى على قناة إن بي سي للتعليق على دورة الألعاب الأولمبية 2010.

## الحياة الشخصية والوفاة
كان أول ظهور لباتون في التزلج على التلفاز في برنامج نحن الشعب ‏ في 11 أبريل 1952، عندما تزلج على حلبة التزلج في مركز روكفلر. كان ضيفًا في برنامج تلفزيوني بعنوان "لدي سر" باعتباره أحد الأبطال الأوليمبيين الخمسة السابقين والذي تم بثه في 13 أكتوبر 1954. في عام 1975، تزوجت باتون من مدرب التزلج الفني سلافكا كوهوت ‏ ؛ وأنجبا ابنًا اسمه إدوارد وابنة اسمها إيميلي، ثم انفصلا فيما بعد. كان بوتون مقيمًا في شمال سالم، نيويورك. تم إدخاله إلى قاعة مشاهير التزلج الفني على الجليد العالمية ‏ في عام 1976، وهو نفس العام الذي تأسست فيه.
تعرض باتون لإصابة خطيرة في الرأس في 5 يوليو 1978، عندما كان واحدًا من عدة رجال اعتدوا عليه في سنترال بارك من قبل عصابة من الشباب المسلحين بمضارب البيسبول. وأُدين ثلاثة أشخاص بعد ذلك بتهمة الاعتداء على الآخرين بسبب هذه الهجمات. وأشارت التقارير الإخبارية وشهادات المحاكمة إلى أن المهاجمين كانوا يعتزمون استهداف الأشخاص المثليين، لكن الضحايا تعرضوا للهجوم بشكل عشوائي، وبسبب الطبيعة العشوائية للهجمات "... قالت الشرطة إنه لا يوجد سبب للاعتقاد بأن الضحايا كانوا مثليين جنسياً".
في 31 ديسمبر 2000، كان باتون يتزلج في حلبة عامة في مقاطعة ويستشستر، نيويورك، عندما سقط، مما أدى إلى كسر جمجمته وتسبب في إصابة خطيرة في الدماغ. تعافى وأصبح متحدثًا وطنيًا لجمعية إصابات الدماغ الأمريكية بالإضافة إلى استمراره في التعليق الحائز على جائزة إيمي على بث الألعاب الأولمبية وعلى العديد من برامج التزلج على الجليد التلفزيونية.
توفي بوتون في شمال سالم في 30 يناير 2025، عن عمر يناهز 95 عامًا. حدثت وفاته بعد أقل من يوم من مقتل العديد من المشاركين في بطولة الولايات المتحدة للتزلج الفني على الجليد لعام 2025 ‏، بما في ذلك المتزلجين والمدربين من نادي التزلج في بوسطن الذي كان لباتون علاقة طويلة الأمد معه، في تصادم جوي فوق نهر بوتوماك.

## الإنجازات
- أول متزلج يحقق ضربة أكسل مزدوجة  [لغات أخرى]‏[16][3]
- أول متزلج يهبط بالقفزة الثلاثية (الحلقة الثلاثية[الإنجليزية])[16][3]
- أول متزلج يحقق قفزة مركبة مكونة  [لغات أخرى]‏ من ثلاث قفزات مزدوجة[3]
- أول متزلج ذكر يؤدي حركة دوران الجمل  [لغات أخرى]‏ ومخترع حركة دوران الجمل الطائر (المعروفة أيضًا باسم "الجمل الزر")[10]
- الأمريكي الوحيد الذي فاز باللقب الأوروبي[8]
- أول أمريكي يصبح بطل العالم
- أول أمريكي يفوز باللقب الأولمبي في التزلج الفني على الجليد
- أول ووحيد بطل أوليمبي أمريكي في التزلج الفني على الجليد مرتين[16]
- أول متزلج ذكر، والوحيد الذي يحمل في نفس الوقت جميع الألقاب التالية: الوطنية، وأمريكا الشمالية، والأوروبية، والعالمية، والأولمبية[16]
- أصغر رجل يفوز باللقب الأولمبي في التزلج الفني (18 عامًا)[16]

## النتائج
| الموسم                    | 1944    | 1945    | 1946  | 1947   | 1948  | 1949  | 1950  | 1951  | 1952  |
| ------------------------- | ------- | ------- | ----- | ------ | ----- | ----- | ----- | ----- | ----- |
| الألعاب الأولمبية الشتوية |         |         |       |        | الأول |       |       |       | الأول |
| بطولة العالم              |         |         |       | الثاني | الأول | الأول | الأول | الأول | الأول |
| بطولة أوروبا ‏             |         |         |       |        | الأول |       |       |       |       |
| بطولة أمريكا الشمالية ‏    |         |         |       | الأول  |       | الأول |       | الأول |       |
| بطولة الولايات المتحدة    | الأول N | الأول J | الأول | الأول  | الأول | الأول | الأول | الأول | الأول |

## الأعمال المذكورة
- Hines، James R. (2011). Historical Dictionary of Figure Skating. Lanham, Maryland: Scarecrow Press. ISBN:978-0-8108-6859-5.

## وصلات خارجية
- * ديك بوتون على موقع اللجنة الأولمبية الدولية (الإنجليزية)
- ديك بوتون على موقع أوليمبيديا (الإنجليزية)
- ديك بوتون على موقع اللجنة الأولمبية الصينية (الإنجليزية)
- ديك بوتون على قاعة مشاهير فريق الولايات المتحدة[الإنجليزية]   (archive يوليو 20, 2023)
- ديك بوتون في اللجنة الأولمبية الدولية
- ديك بوتون في موقع أوليمبيديا
- ديك بوتون في قاعدة بيانات الأفلام على الإنترنت
- ديك بوتون التسجيلات من ديسكاغز.كوم